# Carla De Bellis
Carla De Bellis (Arpino, 1948) è una saggista e poetessa italiana.

## Biografia
Carla De Bellis è nata nel 1948 ad Arpino e vive a Roma. Suo padre era professore di scienze naturali nel Liceo Classico "Tulliano" di Arpino, lo stesso da lei frequentato.
Si è laureata in Lettere alla Sapienza, discutendo una tesi sull’opera poetica di Emilio Praga. Tra anni Novanta e Duemila è diventata ricercatore a tempo indeterminato presso lo stesso ateneo, tenendo fino al 2013 corsi semestrali di “Critica letteraria e letterature comparate” incentrati, tra gli altri, su Vincenzo Monti, Pier Jacopo Martello e Matteo Peregrini. Oggetto dei suoi contributi saggistici in volumi miscellanei sono stati la prosa rinascimentale volgare e latina (Pietro Bembo, Giordano Bruno, Camillo Leonardi, Benedetto Varchi) e la trattatistica e la poesia in Arcadia (Giovanni Vincenzo Gravina, Benedetto Menzini, Giovanni Mario Crescimbeni).
Nel 2004 è stata promotrice, insieme a Luca Serianni, Ugo Vignuzzi e Valeria Della Valle, del "Corso per Formatori di lingua italiana" tenutosi alla Sapienza.
All’attività accademica ha affiancato quella poetica, coltivando anche il genere dell’haiku. 
Nel 2011 partecipa con alcuni suoi testi in versi al volume collettivo femminile Il Canto della terra (tra le altre autrici figurano Sonia Gentili e Maria Grazia Calandrone). 
Nel 2014 traduce insieme a Iman Mansub Basiri una scelta di poesie classiche persiane per l’antologia A volte velo e a volte specchio: liriche persiane (secc. IX-XIX).
Suoi contributi di critica militante sono apparsi sulla rivista Anterem diretta da Flavio Ermini.

## Opere

### Poesia
- Gli antri, le alture, la preda e l’armi, Roma, Empirìa, 1991
- Esercizi di pieno e di vuoto, Roma, Empirìa, 1999
- Le perle di Endimione. Versi in forma di haiku, Roma, Empirìa 2008
- Il Canto della terra, a cura di Maria Inversi, Fanna, Samuele Editore, 2011

### Traduzioni
- A volte velo a volte specchio. Liriche persiane (secc. IX-XIX), a cura di Carla De Bellis e Iman Mansub Basiri, Genova, San Marco dei Giustiniani, 2014

### Studi
- Le arti nello specchio della poesia. Sei sonetti di Benedetto Menzini, in Lotta con Proteo. Metamorfosi del testo e testualità della critica. Atti del 16. Congresso AISLLI, Los Angeles, UCLA, 6-9 ottobre 1997, Firenze, Cadmo, 2000
- La Musica nel sogno arcadico della Poesia: dai testi teorici di Gian Vincenzo Gravina e di Giovan Mario Crescimbeni, in Arcangelo Corelli fra mito e realtà storica. Nuove prospettive d'indagine musicologica e interdisciplinare nel 350º anniversario della nascita. Atti del congresso internazionale di studi, Fusignano, 11-14 settembre 2003, Firenze, Olschki, 2007
- La «leggiadria» di Laura e l’«oscurità» dei versi. Note al lessico di Benedetto Varchi commentatore di Petrarca, in Le parole “giudiziose”. Indagini sul lessico della critica umanistico-rinascimentale, Roma, Bulzoni, 2008
- «Il Dio guerriero e l’erudita Dea». Arti e armi nella Roma arcadica di primo Settecento: dagli Atti dei Concorsi clementini, in Cum fide amicitia. Per Rosanna Alhaique Pettinelli, Roma, Bulzoni, 2015